# Rusonu ezera salas
Rusonu ezera salas este o arie protejată (arie specială de conservare — SAC, sit de importanță comunitară — SCI, arie de protecție specială avifaunistică — SPA) din Letonia întinsă pe o suprafață de 46,24 ha, integral pe uscat.

## Localizare
Centrul sitului Rusonu ezera salas este situat la coordonatele 56°11′42″N 27°01′57″E / 56.195°N 27.0325°E.

## Înființare
Situl Rusonu ezera salas a fost declarat arie de protecție specială avifaunistică în decembrie 2002 pentru a proteja 4 specii de animale. Alte tipuri de protecție:
- sit de importanță comunitară (în mai 2004)
- arie specială de conservare (în mai 2004)[1][3][4]

## Biodiversitate
Situată în ecoregiunea boreală, aria protejată conține 2 habitate naturale: Păduri caducifoliate bătrâne naturale hemiboreale fino-scandinave (Quercus, Tilia, Acer, Fraxinus sau Ulmus) bogate în specii epifite, Păduri de stejar sau de stejar și carpen sub-atlantice și medio-europene de Carpinion betuli.
La baza desemnării sitului se află mai multe specii protejate:
- păsări (3): ciocănitoarea de stejar (Dendrocopos medius), egretă albă (Egretta alba), muscar (Ficedula parva)
- mamifere (1): vidră de râu (Lutra lutra)

Pe lângă speciile protejate, pe teritoriul sitului au mai fost identificate 5 specii de plante, 3 specii de mamifere, 4 specii de nevertebrate.